# Braničtí (Gryfiti)
Braničtí (polsky Braniccy) byli polský šlechtický rod. Nazývanli se také „Gryfité“ (polsky Gryfici) podle bájného zvířete ve svém erbu.

## Dějiny rodu
Braničtí byli magnátský rod s původem v Branicích a Ruszcze  v Krakovském vojvodství.
Jedním z nejvýznamnějších členů rodu byl v 18. století hejtman koruny Jan Klemens Gryf Branický, jeden z nejmocnějších a nejvlivnějších magnátů v Polsku. Byl majitelem 12 měst, 257 vesnic, 17 paláců a vlastnil dokonce dva pralesy.
V Bělostoku nechal vybudovat centrální část města s trojúhelníkovým tržištěm a v roce 1726 si ve městě nechal postavit palác nazývaný „Podleské Versailles“. Kandidoval na krále ve volbách v letech 1763–1764, byl však poražen svým švagrem Stanislavem Poniatowským.

## Erby
Rodina Branicki používala tzv. Gryfův erb . 

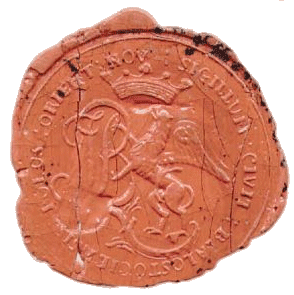
Pečet města Bělostoku s gryfem a iniciálami IB, kterou používala Izabela Branická po smrti Jana Klemense (začátek 18. století).
Znak Choroszczů s gryfem a Ciołkem Izabely Branické, rozené Poniatowské
Bývalý erb Choroszczů s iniciálami KB (Jan K lemens B ranicki) a s gryfem

## Významní členové rodu
- Řehoř Branický (1534–1595), královský lovčí, krakovský purkrabí, ženatý s Kateřinou Kotwiczovou z rodu Kotwiczů
  - Jan Branický (asi 1568–1612), dvořan, lovčí, kastelán na Żarnówě, ženatý s Annou Myszkowskou z rodu Jastrzębců
  - Stanislav Branický (1574–1520), královský mečník, ženatý s Helenou Tarło z rodu Topórů, dcera Jana Tarla
    - Jan Klemens Branický (zemřel 1657), podkomoří z Krakova, ženatý s Annou Beata Wapowskou z rodu Nieczujů
      - Jan Klemens Branický (asi 1624–1673), královský maršálek, ženatý s Alexandrou Kateřinou Czarnieckou z rodu Łodziů, dcerou hejtmana Stefana Czarnieckého
        - Stefan Mikołaj Branický (1640–1709), královský stolnik, vojvoda podleský, ženatý s kněžnou Kateřinou Scholastikou Sapiehovou z rodu Lisů, dcerou hejtmana a knížete Jana Kazimíra Sapiehy z rodu Lisů
          - Jan Klemens Branický (1689–1771), hejtman, poslední mužský zástupce rodu Branický z Gryfů. Nejprve ženatý s kněžou Kateřinou Barborou Radziwiłłovou z rodu Trąbů, vnučka hejtmana Michala Kazimíra Radziwiłła, podruhé s Barborou Szembekovou z rodu Szembeků a potřetí s kněžou Izabelou Poniatowskou z rodu Ciołek, sestra krále Stanislava Augusta Poniatowského

        - Konstancie Tekla Branická (1658–1720), vdaná za Johanna Heinricha z Altenbockum, matka Uršuly Kateřiny Lubomirské

  - Anna Branická (zemřela roku 1639), provdaná za hraběte Sebastiana Lubomirského
    - Zenona Branická (* 1941ve Varšavě), účastník protesty v roce 1968, patří k posledním přímým potomkům rodu „Branických“.
    - Jennah Karthes de Branicki, německá televizní moderátorka a reportérka na Středním východě s litevskými předky.

## Paláce

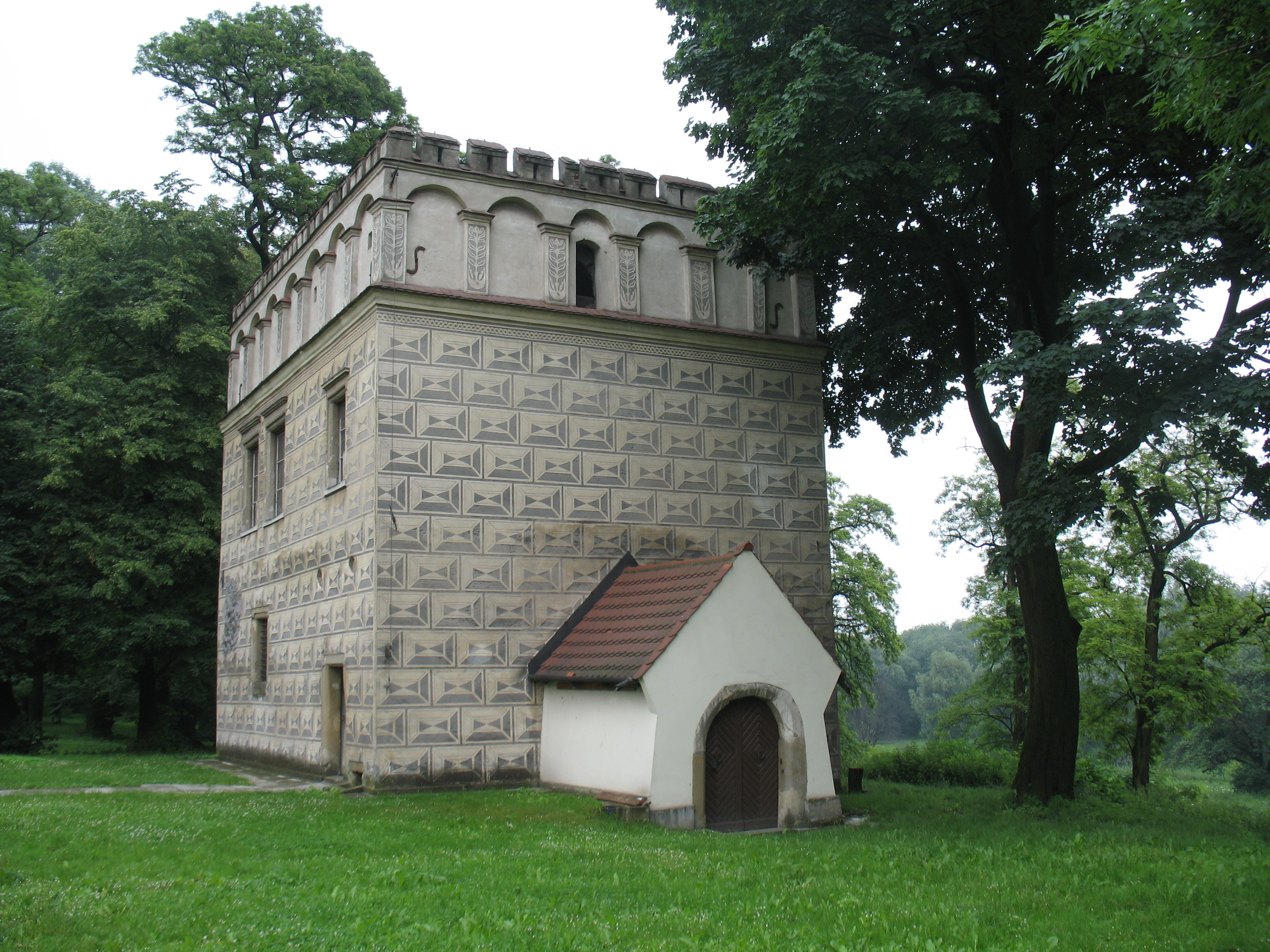
Renesanční zámek v Branicích
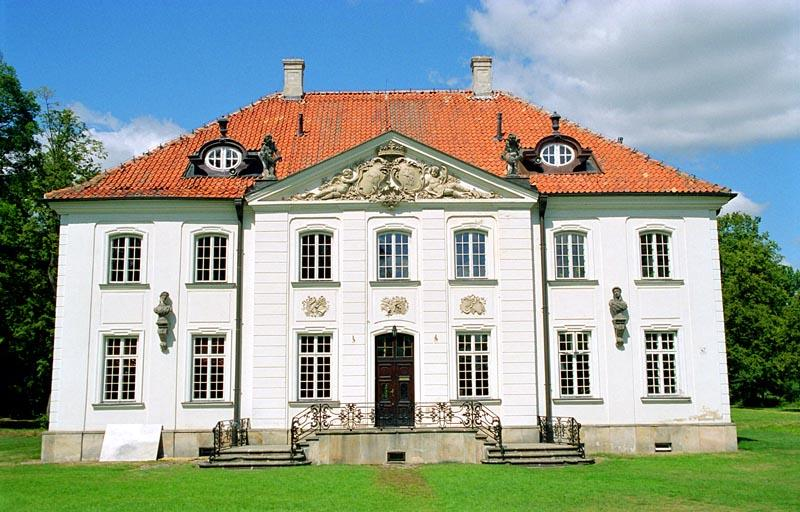
Zámek v Chorošti
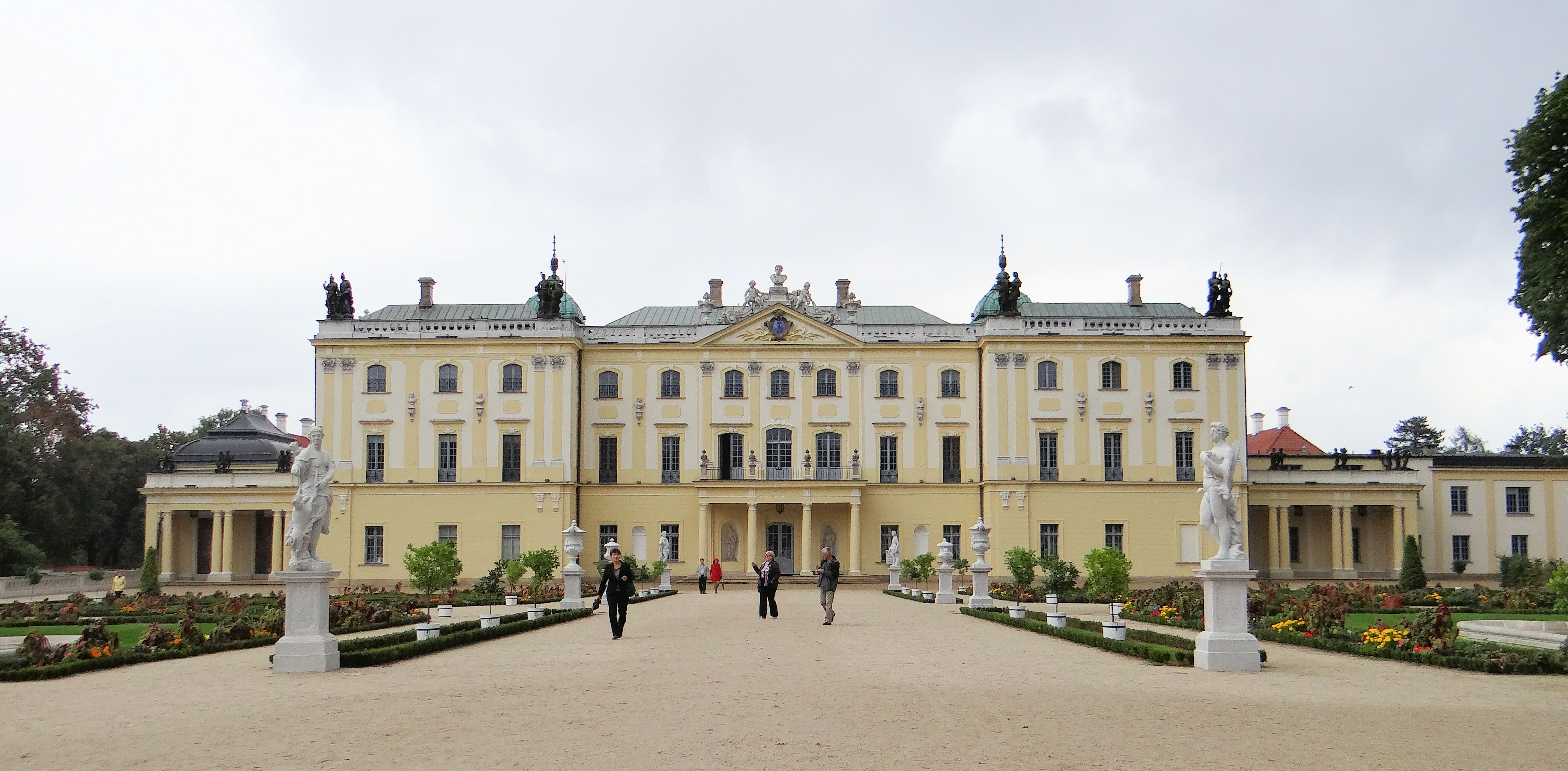
Palác Branických v Bělostoku
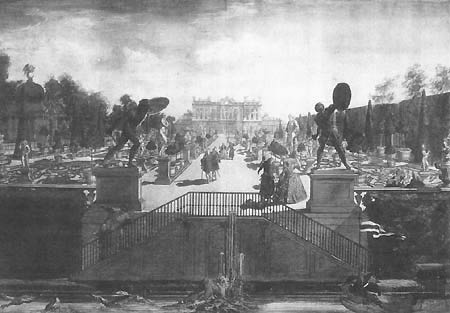
Palác Branických v Bělostoku (1752)
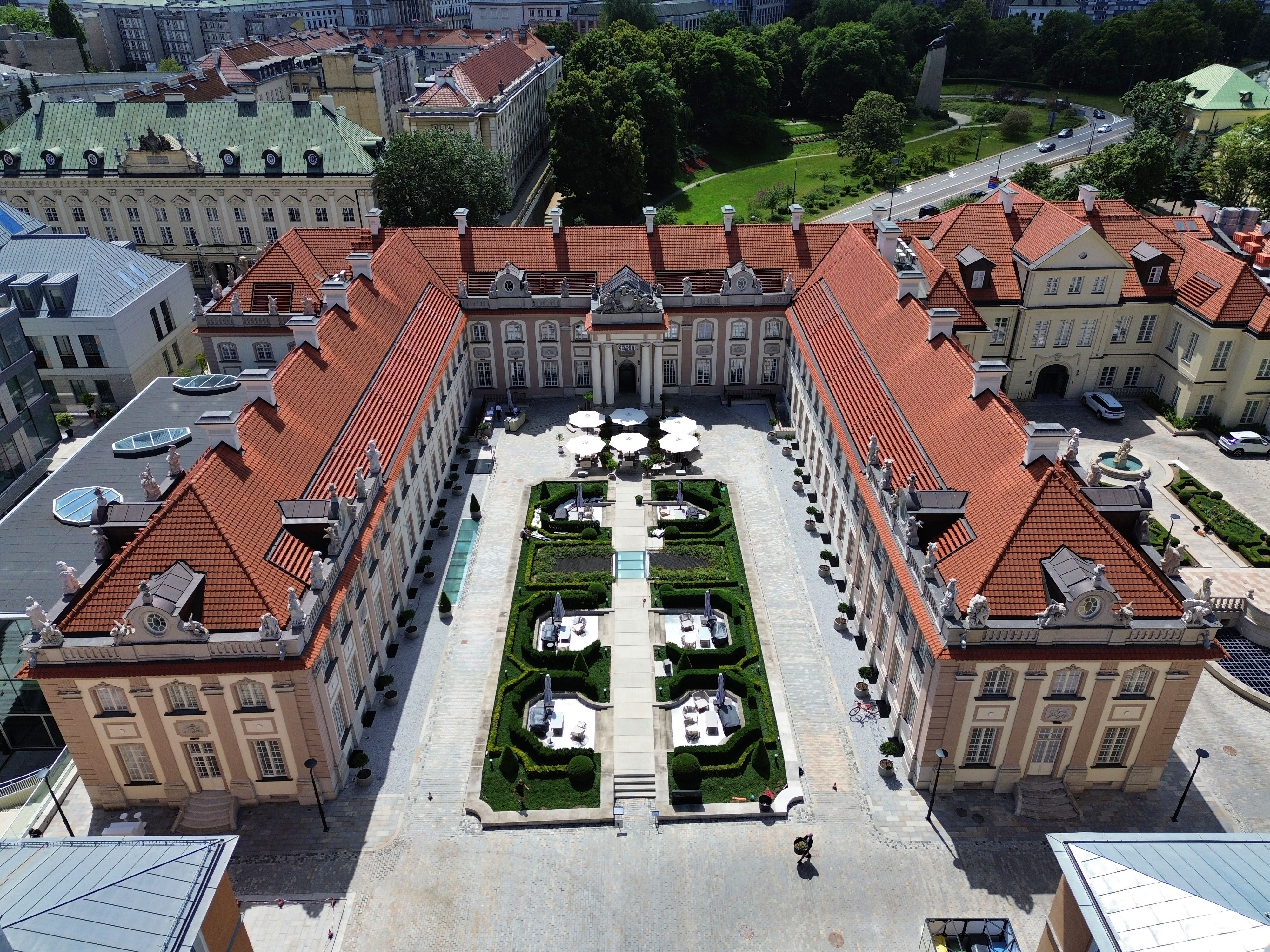
Palác Branických ve Varšavě
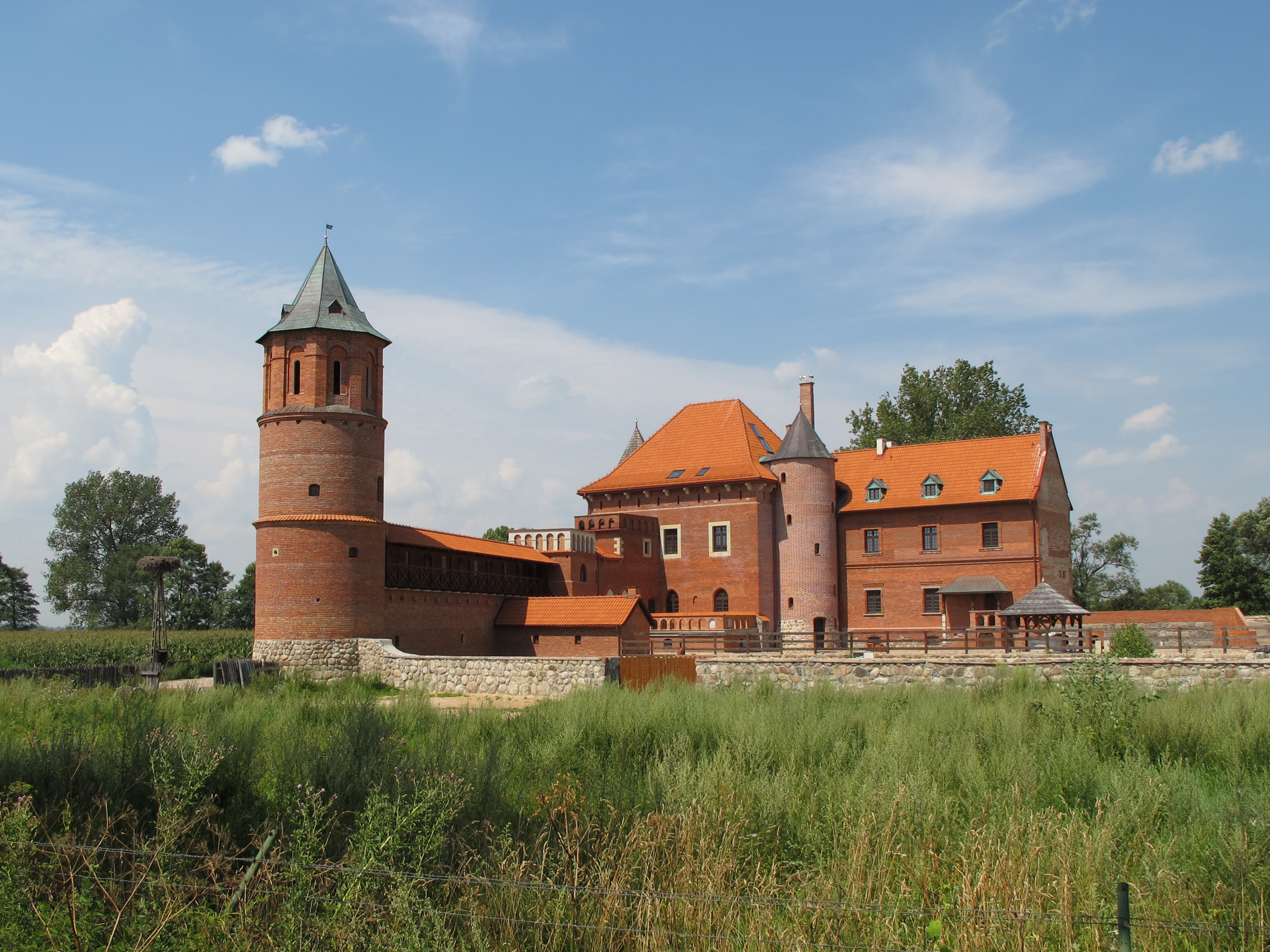
Hrad Tykocin
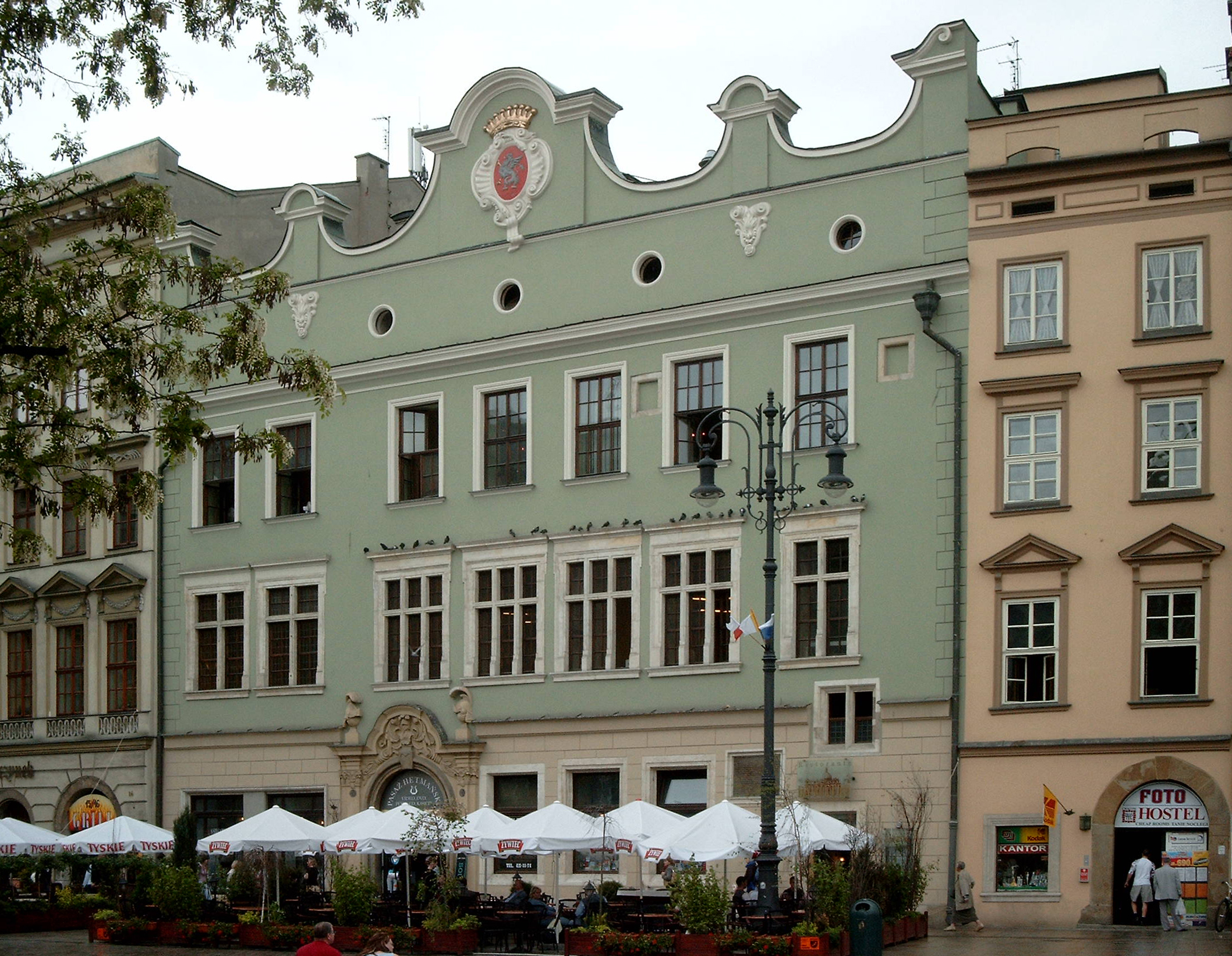
Nájemní dům „Hetman“ v Krakově (s erbem Gryfů)
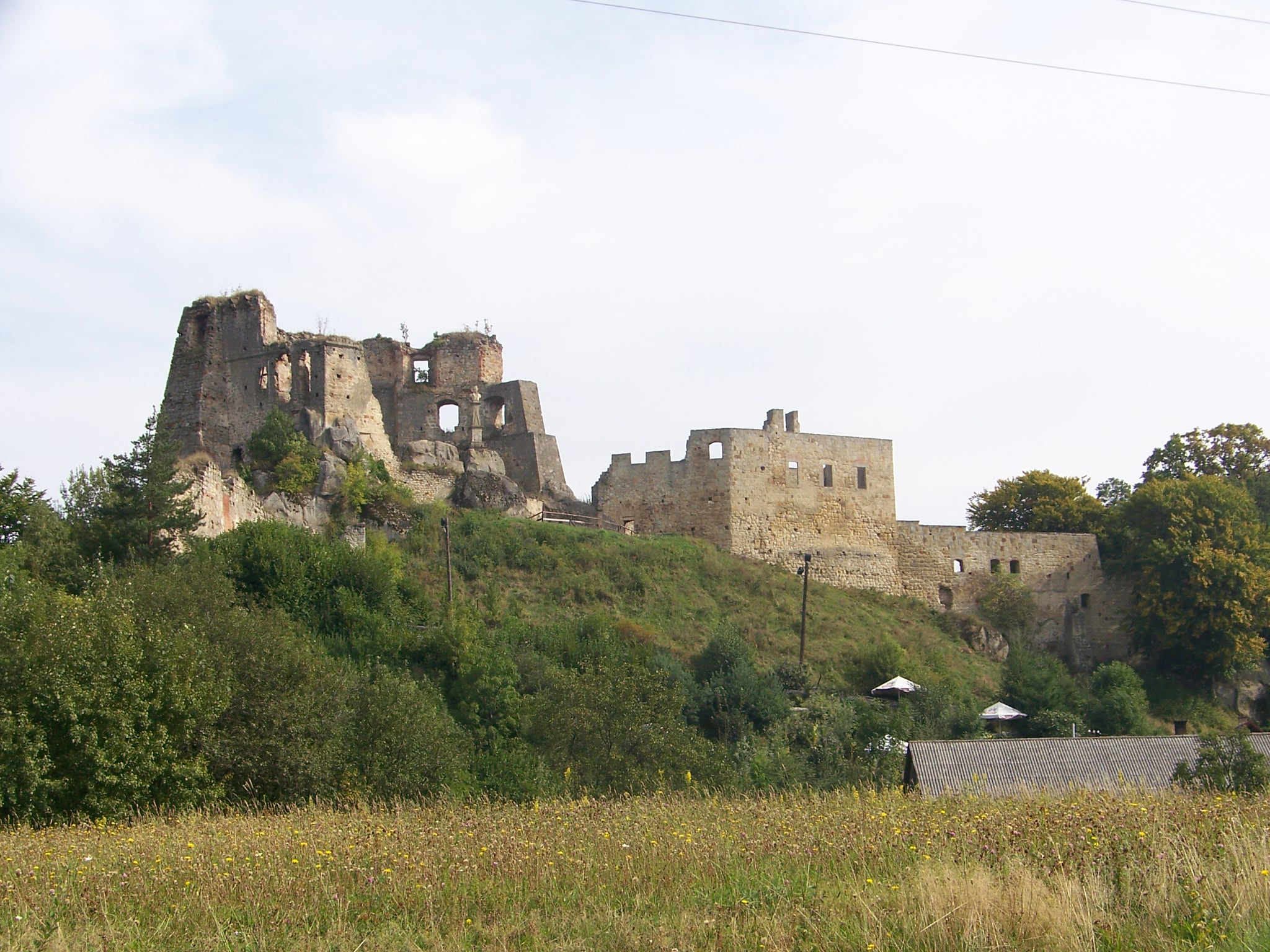
Zřícenina hradu Kamieniec nedaleko Korczyny